# Przeszywanica

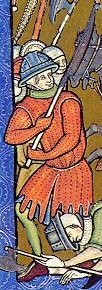
Przeszywanica (il. z Biblii Maciejowskiego)

Przeszywanica (aketon, gambeson) – gruby, pikowany kaftan zakładany pod zbroję w średniowieczu.
Przeszywanica wykonana była z wielu warstw płótna (lnianego lub jutowego) albo skóry, zszytych ze sobą (stąd nazwa). Najczęściej zakładano ją pod kolczugę, w celu pochłonięcia energii ciosu i ochrony ciała przed obrażeniami miażdżonymi, przed czym nie bronił giętki pancerz kolczy. Biedniejsi wojownicy (głównie piechota) często używali przeszywanicy jako jedynej ochrony tułowia. Także pod zbroje płytowe zakładano przeszywanicę, często wzmocnioną naszytą nań plecionką kolczą w miejscach niechronionych przez zbroję.
W XIII wieku przeszywanice były długie i raczej niedopasowane do sylwetki, zazwyczaj zakładane przez głowę i zapinane jedynie przy szyi. Później wraz z rozwojem innych elementów uzbrojenia przeszywanice ulegały skróceniu i bywały coraz bardziej dopasowane do osoby ją noszącej. W XIV i XV wieku zazwyczaj były zapinane z przodu na guziki lub wiązane. Przykładem późnośredniowiecznej przeszywanicy jest purpoint Karola de Blois (1364).